# 林弘高

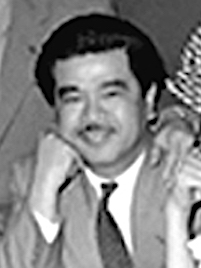
1953年 (昭和28年)

林 弘高（はやし ひろたか、1907年（明治40年）2月1日 - 1971年（昭和46年）6月27日）は、興行師、芸能プロモーター。吉本興業社長、吉本株式会社（東京吉本））社長、太泉映画（東映の前身）社長。大阪府大阪市北区出身。
姉は吉本興業創業者の吉本吉兵衛（泰三）の妻の吉本せい。兄は旧吉本興業株式会社の社長を務めた林正之助。長男は吉本株式会社社長や吉本興業常務を務めた林英之。

## 来歴・人物
米穀商を営んでいた林豊次郎の四男として兵庫県明石市に生まれる。出生名は林 勝（はやし まさる）といった。
1925年（大正14年）、関西甲種商業学校（現・関西大学第一高等学校）を卒業後、上京して中央大学法学部を卒業した後、社会民衆党の機関紙の編集に関わった。この頃は文学青年気質で、経営者としてはいささかロマンティストすぎると評されたが、東京の事情に詳しかったことを買われて1928年（昭和3年）に吉本の東京の営業責任者となった。
1932年（昭和7年）3月に吉本興行部を改組する形で吉本興業合名会社が発足すると、正式に東京支社（東京吉本）を開き、支社長に就任。1939年（昭和14年）、それまで通名だった弘高を正式に本名にした。
終戦後の1946年（昭和21年）、東京支社を大阪の吉本興業から分離独立させ、吉本株式会社を設立して社長に就任。「浅草花月」、「江東花月」や「横浜花月」など東京の浅草や江東地区、横浜の伊勢佐木町で多くの劇場や映画館を経営した。また同年11月には、太泉映画を設立して社長に就任し、映画製作も開始。その後、太泉映画を他社と合併させ、現在の東映に発展させた。1963年（昭和38年）には大阪の吉本興業に招かれ社長に就任した。晩年は脳梗塞で半身不随になっても精力的に活動を続けていたが、喉頭癌のため64歳で急死した。
政治家との交遊が左右にわたり幅広く、戦後まもなく公職追放で国会議員を辞し不遇をかこっていた日本共産党の細川嘉六のシンパでもあった。

## 名興行師
1934年（昭和9年）に吉本興業がニューヨークから60人以上からなるアメリカのレビュー団で無名時代のダニー・ケイもメンバーだったマーカス・ショーを招き、日本劇場での興行を成功させた。その際ショーのマネジャーや当局との交渉を一手に引き受け、中心となって活躍したことが、業界に林弘高という若きプロデューサーの存在を知らしめることになった。
榎本健一劇団の座付作者として知られた菊谷栄は、1936年（昭和11年）当時の浅草興行界の名プロデューサーとして、松竹合名の川口三郎、東京吉本の林弘高、新宿ムーランルージュの佐々木千里の3人を挙げている。特に林弘高については、梅沢昇・金井修・永田キングらをスターに育て、世に送り出した点を高く評価している。
1939年（昭和14年）、新興キネマや松竹が演芸部を新設して、吉本興業から人気芸人の引き抜きを始めた。吉本側も芸人に残留するよう義理人情で訴えるとともに、給料のアップなどで引止めを図ったが流出はやまず、次第に会社間で「抗争」と呼ばれる規模の混乱となった。この事態に直面した林弘高は「今回の事件はすべて忍従し、これを機会に信義を基礎とした大同団結を図ります」という声明を発表。新興キネマなどと折衝して事態収拾にあたった。
戦後も力道山のプロレス興行を手掛けて成功している。

## ドラマ等の設定
- 舞台『吉本百年物語 舶来上等、どうでっか?』（2012年） - 中川晃教が弘高を演じている。
- NHK 2017年度下期連続テレビ小説『わろてんか』では、家業の「北村笑店（吉本興業がモデル）」に入社した北村隼也（演・成田凌、大正初期生まれでヒロインの息子）が「マーチンショー」（前述の「マーカス・ショー」をモチーフ）を誘致しようとして金銭面で失敗するところが描かれている。
- NHK 2023年度下期連続テレビ小説『ブギウギ』では、メッセンジャー黒田（黒田有）が弘高をモデルにした坂口を演じている。